# José Gurruchaga Ezama
José Ramón Gurruchaga Ezama SDB (ur. 29 marca 1931 w Barakaldo, zm. 11 kwietnia 2017 w Limie) – peruwiański duchowny katolicki, biskup diecezjalny Huaraz 1987-1996 i Lurín 1996-2006.

## Życiorys
Święcenia kapłańskie otrzymał 11 lutego 1961.
3 stycznia 1987 papież Jan Paweł II mianował go biskupem diecezjalnym Huaraz. 28 lutego tego samego roku z rąk arcybiskupa Luigiego Dosseny przyjął sakrę biskupią. 14 grudnia 1996 mianowany biskupem diecezjalnym Lurín. 17 czerwca 2006 ze względu na wiek na ręce papieża Benedykta XVI złożył rezygnację z zajmowanej funkcji.
Zmarł 11 kwietnia 2017.